# Volta Internacional da Pampulha 2014
A Volta Internacional da Pampulha de 2014 foi a décima sétima edição do evento, realizado no dia 7 de dezembro de 2014, em Belo Horizonte 
O vencedor foi Giovani dos Santos, se tornando tri campeão da prova, e no feminino a brasileira Joziane da Silva Cardoso

## Resultados

### Masculino
- 1º - Giovani dos Santos - 53m51s
- 2º - Joseph Tiophil Panga
- 3º - Mejam Reginald Lucian
- 4º - Rafael Santos de Novais
- 5º - Hillary Kiplagat Lagat

### Feminino
- 1º - Joziane da Silva Cardoso - 1h2m42s
- 2º - Jane Jelagaat Seurey
- 3º - Natalia Elisante Sulle
- 4º - Sueli Pereira Silva
- 5º - Jacklyne Chemwek Rionoripo